# Janet Landgard
Janet Alice Landgard (Pasadena, 2 dicembre 1947 – 6 novembre 2023) è stata un'attrice statunitense.
È nota per aver interpretato il personaggio di Karen nella serie televisiva The Donna Reed Show (1963-1965) e il film Un uomo a nudo (1968) al fianco di Burt Lancaster.

## Biografia
Janet Alice Landgard nasce a Pasadena, in California, il 2 dicembre 1947. All'età di 14 anni, la nonna le suggerisce di fare la modella. Di seguito appare quindi in spot pubblicitari in televisione e sulle copertine di alcune riviste. Frequenta la Pasadena High School, ma dopo aver ottenuto un ruolo nella serie televisiva The Donna Reed Show, interpretando una ragazza di nome Sabrina in un episodio della quinta stagione della sitcom, continua gli studi presso lo studio televisivo. Janet Landgard ritorna nella serie per interpretare Karen, la ragazza del protagonista Jeff (Paul Petersen), in 11 episodi della serie, dalla sesta all'ottava stagione, tra il 1963 e il 1965. Lo stesso anno viene presentata come uno dei giovani talenti emergenti nello speciale televisivo condotto da Carolyn Jones e George Gobel The Hollywood Deb Stars of 1965. Nel 1967 lavora come presentatrice del gioco a premi Dream Girl of '67.
Nel 1968 Janet Landgard è co-protagonista al fianco di Burt Lancaster del film scritto da Eleanor Perry e diretto da Frank Perry e, non accreditato, da Sydney Pollack, Un uomo a nudo (The Swimmer). Qui vi interpreta il personaggio di Julie Ann Hooper, una ex babysitter che ha lavorato per il personaggio interpretato da Lancaster, Ned Merrill. Nel 1970 recita nel film western Bruciatelo vivo! (Land Raiders), diretto da Nathan Juran, al fianco di Telly Savalas, George Maharis e Arlene Dahl. Nel 1971 compare nel film per la televisione Storia allucinante (The Deadly Dream), diretto da Alf Kjellin, al fianco di Lloyd Bridges. Nel 1974 è poi nel film  Moonchild, il figlio della luna (Moonchild), doretto da Alan Gadney, al fianco di Victor Buono. Nel 2014 viene intervistata nel documentario The Story of the Swimmer, diretto da Chris Innis, che racconta il dietro le quinte del film Un uomo a nudo e che viene pubblicato da Grindhouse Releasing nell'edizione home video del film restaurato nel 2014.
Janet Landgard muore a causa di un cancro al cervello il 6 novembre 2023, meno di un mese prima dle suo 76esimo compleanno.

## Filmografia

### Cinema
- Un uomo a nudo (The Swimmer), regia di Frank Perry e Sydney Pollack (1968)
- Bruciatelo vivo! (Land Raiders), regia di Nathan Juran (1969)
- Moonchild, il figlio della luna (Moonchild), regia di Alan Gadney (1972)
- The Story of the Swimmer, regia di Chris Innis - documentario (2014)

### Televisione
- Io e i miei tre figli (My Three Sons) - serie TV, episodio 4x11 (1963)
- The Donna Reed Show - serie TV, 12 episodi (1963-1965)
- Storia allucinante (The Deadly Dream), regia di Alf Kjellin (1971)

## Trasmissioni televisive
- The Hollywood Deb Stars of 1965, regia di Alan Handley - speciale TV (1965)
- Dream Girl of '67 - game show (1967)

## Riconoscimenti
- Hollywood Makeup and Hairstylists Guild Deb Star Awards
  - 1965 - Deb Star of the Year